# Інститут нейрохірургії імені А. П. Ромоданова НАМН України
Інститут нейрохірургії імені академіка А. П. Ромоданова НАМН України — науково-дослідна та лікувальна установа НАМН України. Інститут розташований в Києві за адресою: вулиця Платона Майбороди, 32.

## Історія інституту
Засновний у 1950 році на базі Київського психоневрологічного і7нституту, організованого у 1927 році. За ініціативи Олександра Арутюнова інститут створювався у вигляді науково-дослідного та лікувального закладу, що сприяло розвитку таких дисциплін, як нейрорентгенологія, отоневрологія та нейроофтальмологія, а також подальшому нейрофізіології, нейропсихології тощо.
З 1964 по 1993 pр. інститут очолював академік А. П. Ромоданов. Після його смерті у 1993 році інституту було присвоєно його ім'я. З 1993 по 2013 директором був академік НАН та НАМН України Ю. П. Зозуля. З квітня 2013 року інститут очолив академік НАМН України Є. Г. Педаченко.
У різні часи в інституті працювали відомі нейрохірурги: П. Г. Тананайко, П. О. Пронзелев, О. А. Крістер, Я. І. Файнзільбер, Д. Д. Вірозуб, Борис Пельц, В. Г. Станіславський, Л. Є. Пелех, Г. А. Педаченко, Ю. С. Бродський, Я. В. Пацко, а також невропатологи Ганна Дінабург, О. Л. Духін, І. С. Глушкова, М. К. Хорець-Бротман, психіатри: Авраам Абашев-Константиновський, А. Г. Дзевалтовська, нейропатоморфологи Б. С. Хомінський, Юрій Квітницький-Рижов, Т. П. Верхоглядова, нейрорентгенологи Т. Д. Подольський, Я. І. Гейнісман, Л. П. Панкеєва, Г. С. Даниленко та інші спеціалісти, які заклали фундамент української нейрохірургічної науки.
Впродовж 40 років в інституті працювало Правління наукового товариства нейрохірургів України. У 1993 році створена Українська Асоціація Нейрохірургів. Інститут нейрохірургії та Українська Асоціація Нейрохірургів є засновниками «Українського нейрохірургічного журналу». Співробітниками інституту опубліковано понад 170 монографій, понад 9 тис. наукових робіт, отримано понад 400 авторських свідоцтв.

### Назви інституту
- З липня 1950 р. — Науково-дослідний інститут нейрохірургії МОЗ України
- 15 вересня 1961 р. — Київський науково-дослідницький інститут нейрохірургії
- 15 вересня 1973 р. — Український науково-дослідницький інститут нейрохірургії
- 29 вересня 1993 р. — Інститут нейрохірургії АМН України
- 4 листопада 1993 р. — Інститут нейрохірургії ім. акад. А. П. Ромоданова НАМН України

## Спеціалізована вчена рада інституту
За час функціонування спеціалізованої вченої ради інституту проведено захист понад 400 дисертацій, зокрема понад 80 докторських та понад 350 кандидатських. Серед дисертантів були представники як України, так і інших країн: Азербайджану, Білорусі, Вірменії, Киргизстану, РФ, Узбекистану, Латвії, Естонії, Литви, Туркменістану, Грузії, КНР, Мексики, Домініканської Республіки, Лівану, Сирії, Лівії, Пакистану, Еквадору, Індії тощо. Нині вони працюють міністрами охорони здоров'я, керівниками інститутів, кафедр і клінік у своїх країнах. Зокрема, у 1992—2005 роках захищено 140 дисертацій: 21 докторська та 119 кандидатських, з них співробітниками інституту — 12 докторських і 67 кандидатських.

## Науковці
- Бродський Юрій Степанович — завідувач відділу дитячої нейрохірургії (1980—1989), вчений секретар (1990—2000).
- Вербова Людмила Миколаївна — завідувачка відділення нейрохірургії дитячого віку.
- Кваша Михайло Сергійович — завідувач відділення позамозкових пухлин.
- Костюк Костянтин Романович — завідувач відділення функціональної нейрохірургії та нейромодуляції.
- Лапоногов Олег Олександрович — завідувач відділення функціональної нейрохірургії (1974—2011).
- Лісяний Олександр Миколайович — завідувач відділення інноваційних нейрохірургічних технологій.
- Михайловський Віктор Семенович — завідувач відділу спінальної хірургії (1957—1998).
- Пацко Ярослав Володимирович — завідувач науково-організаційного відділу (1989—2000).
- Педаченко Георгій Опанасович — завідувач відділу нейротравми і судинної патології головного мозку (1969—1987).
- Пельц Борис Абрамович — завідувач відділу дитячої нейрохірургії (1969—1980).
- Пронзелев Павло Олексійович — завідувач відділення нейроонкології (1957—1977) та науково-організаційного відділу (1977—1985).
- Ромоданов Сергій Андрійович — науковий керівник клініки злоякісних пухлин (з 1988), заступник директора з наукової роботи (1993—1998).
- Сергієнко Тарас Михайлович — завідувач відділу експериментальної нейрохірургії (1956—1986).
- Ткач Анатолій Іванович — головний лікар (1972—1976, 1980—2017).
- Третяк Ігор Богданович — завідувач відділення відновлювальної нейрохірургії.
- Трош Рустем Меметович — завідувач нейроонкологічної клініки (1988—2010).
- Цимбалюк Віталій Іванович — науковий керівник відділення відновлювальної нейрохірургії.

### Директори
- Тарасенко Петро Сергійович (в.о. директора; 07.1950 — 04.1951)
- Арутюнов Олександр Іванович (04.1951 — 06.1964)
- Ромоданов Андрій Петрович (06.1964 — 08.1993)
- Зозуля Юрій Панасович (09.1993 — 2013)
- Педаченко Євген Георгійович (2013—2023)
- Розуменко Володимир Давидович (в.о. директора з 2023)